# Chromatoiulus austriacus
Chromatoiulus austriacus är en mångfotingart som först beskrevs av Robert Latzel 1884.  Chromatoiulus austriacus ingår i släktet Chromatoiulus och familjen kejsardubbelfotingar. Utöver nominatformen finns också underarten C. a. dahli.